# Rainbowflash

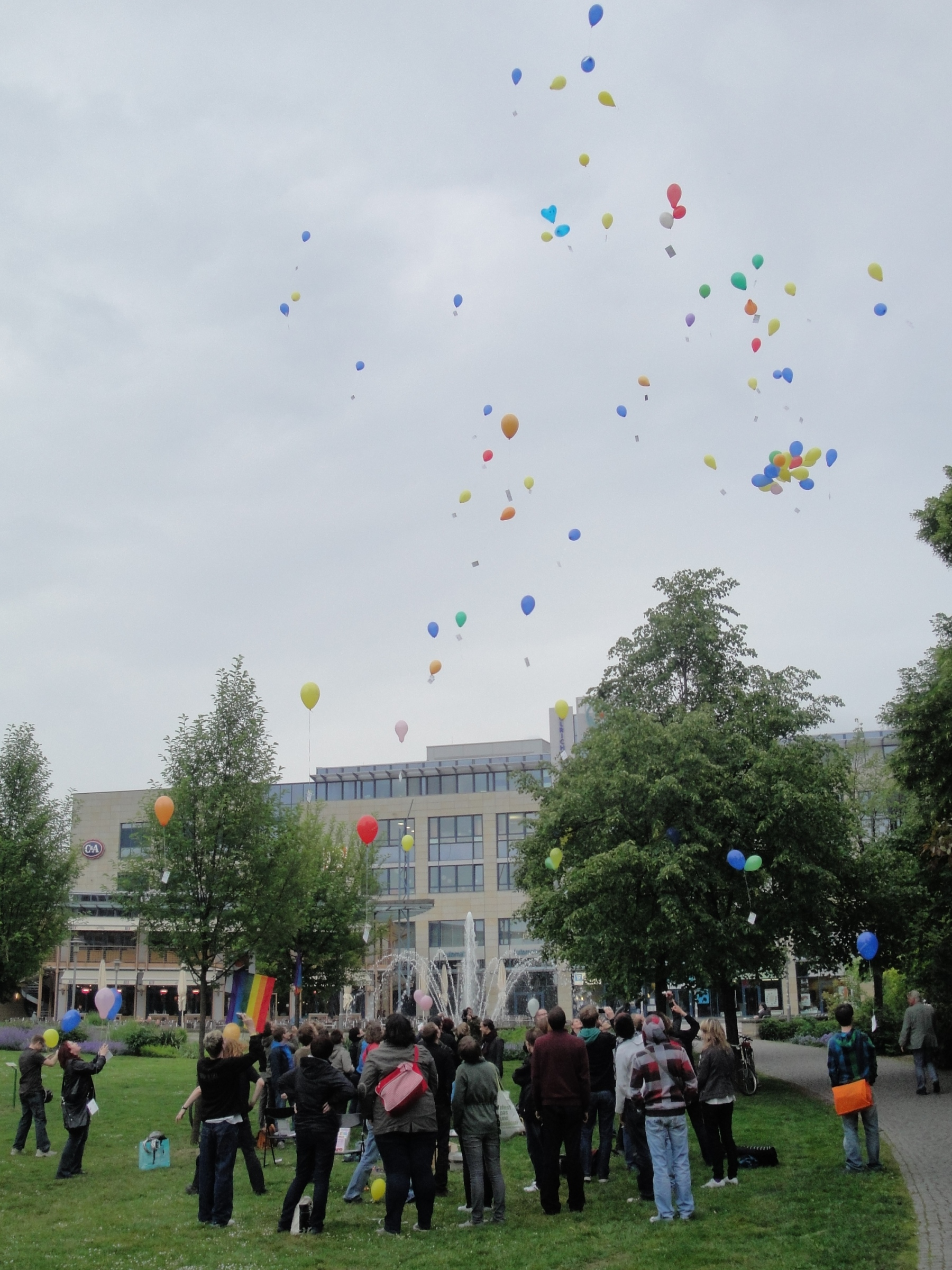
Rainbowflash 2011 in Magdeburg

Der Rainbowflash (auch Rainbow-Flashmob genannt) ist eine internationale Veranstaltung gegen Homophobie. Dabei treffen sich seit 2008 alljährlich am 17. Mai (dem Internationalen Tag gegen Homo-, Bi-, Inter- und Transphobie) in vielen Städten Menschen, um bunte Luftballons mit Botschaften gegen Homophobie und Transphobie in den Himmel aufsteigen zu lassen.

## Historie
Der zweite Rainbowflash fand am 17. Mai 2009 in Sankt Petersburg, Tscheljabinsk, Minsk, Nowosibirsk, Moskau, Hamburg, Toronto, Berlin und 20 weiteren Städten statt. In Jekaterinburg wurden die Demonstranten dabei von 20 maskierten Menschen angegriffen.
2010 und 2011 stieg die Anzahl der Städte, in denen es zu Aktionen kam, auf über 50 in mehr als 10 Ländern.
2012 kam es alleine in Deutschland in 20 Städten zu Aktionen. In Dresden versammelten sich 400 Menschen und in Hamburg 800 Menschen.
2013 fanden in rund 50 Ländern Aktionen statt. Nach der Einführung der Gesetze gegen „homosexuelle Propaganda“ in Russland wurde der Rainbowflash 2013 dort wieder vermehrt klandestin vorbereitet und durchgeführt. In Sankt Petersburg fand die Veranstaltung unter Polizeibeobachtung und ohne die sonst üblichen Regenbogenfahnen statt.
Am 18. Juni 2013 wurde der LSVD Hamburg e.V. für die Veranstaltung des Rainbowflash im Rahmen des Wettbewerbs „Aktiv für Demokratie und Toleranz“ ausgezeichnet und erhielt 3000 Euro vom Bündnis für Demokratie und Toleranz.